# 웹제트
웹제트(영어: WebJet)는 브라질의 저비용 항공사로 총 19개 노선을 취항하고 있다. 본사는 브라질 리우데자네이루 위치해 있으며 2005년에 설립했다. 또한 사용하고 있는 허브 공항으로 리우데자네이루 산투스 두몽 공항, 리우데자네이루 갈레앙 국제공항이 있으며 2011년에 GOL 항공이 인수해 자회사가 되었으나 2012년 11월에 GOL 항공에 합병되었다.

## 보유 기종
- 2012년 4월 기준으로 웹제트는 다음과 같은 기종을 보유하고 있으며 평균 기령은 19.2년이다.[4][5]

## 사진

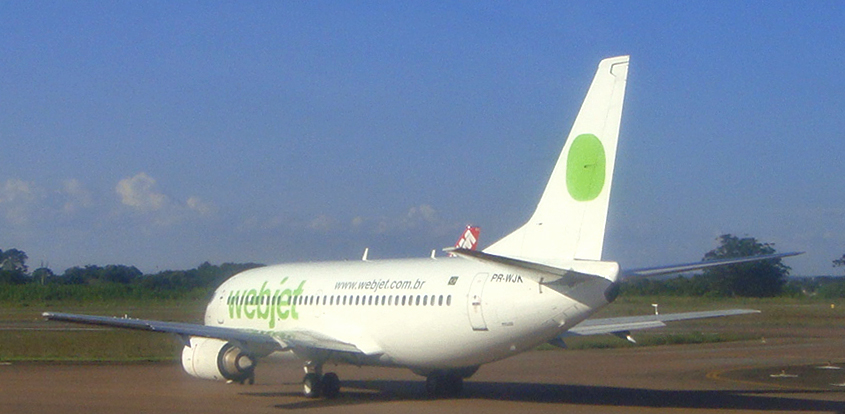
웹제트의 보잉 737-300
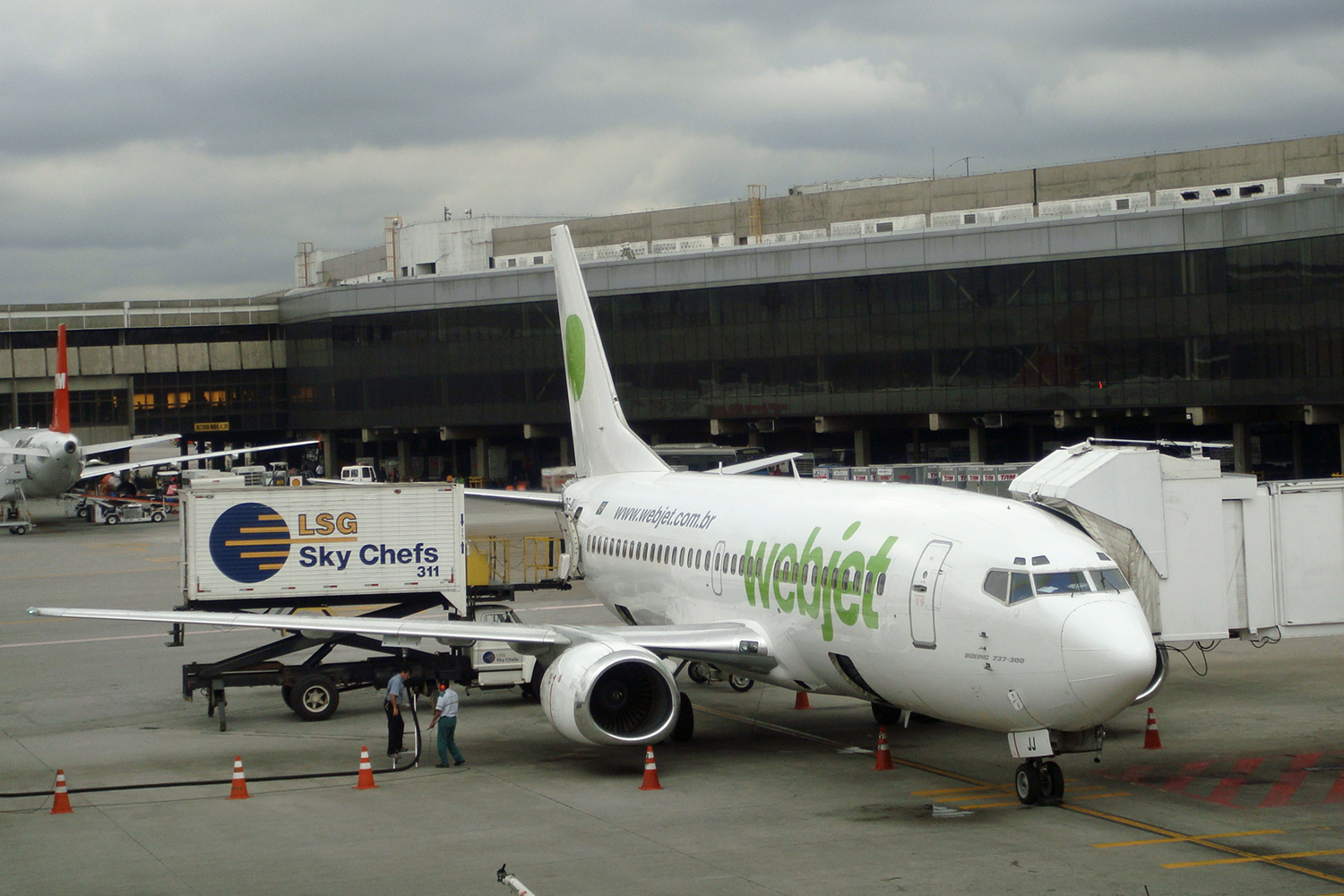
웹제트의 보잉 737-300
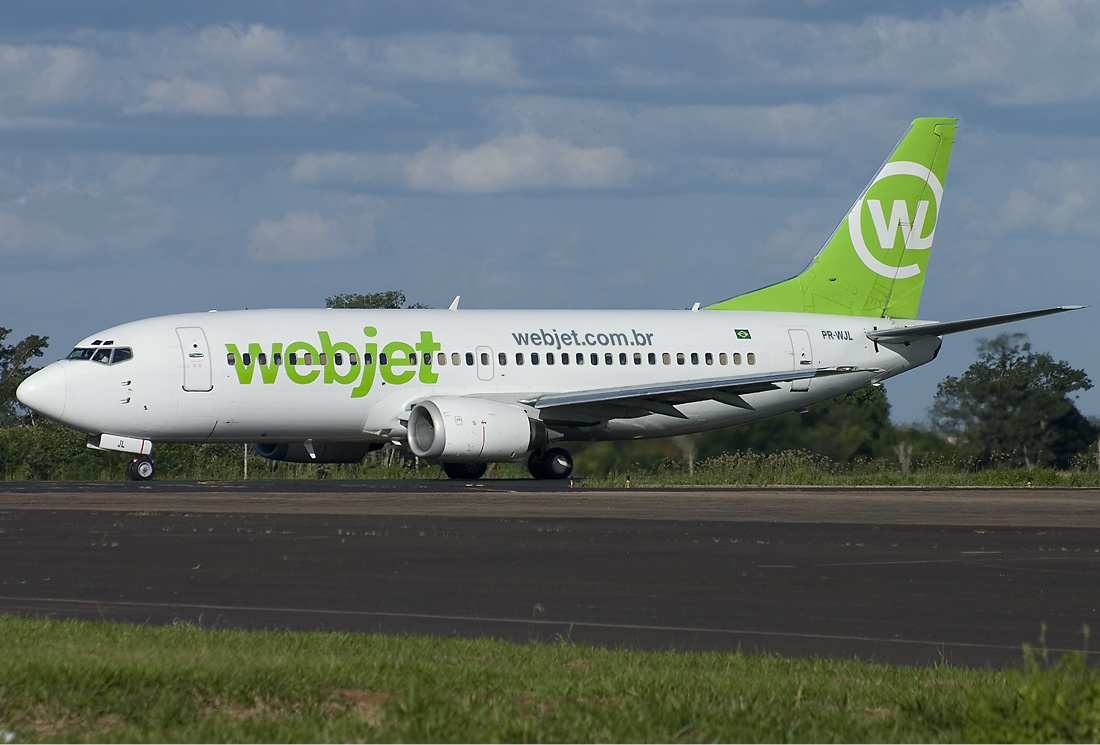
웹제트의 보잉 737-300